# Vélorail de Bussière-Galant à Châlus
Le vélorail de Bussière-Galant à Châlus, appelé aussi vélorail du pays des Feuillardiers est un équipement touristique et de loisir situé en Limousin, dans les monts de Châlus, qui utilise une voie de chemin de fer désaffectée. C'est aussi un exploitant adhérent de la Fédération des vélorails de France.

## Histoire du vélorail
Le vélorail est une technologie qui a émergé lors du périple transibérien à vélorail, en 1930, de l'ouvrier français Lucien Péraire, qui a atteint Irkoutsk par les voies du trans-sibérien sur la bicyclette qu'il avait modifiée au bord de la Volga, au Tatarstan.

## Le parcours
Le parcours du vélorail de Bussière-Galant à Châlus, géré par l'association Omibuss est aménagé sur un tronçon de l’ancienne ligne ferroviaire de Saillat-sur-Vienne à Bussière-Galant.
Il en utilise la voie ferrée désaffectée, durant environ six kilomètres de Bussière-Galant à Châlus, sur une partie déclassée depuis le 10 avril 1996.
Le départ du parcours en vélorail se fait à l’aire d’Hermeline, au lieu-dit Les Ribières (les rivières, en limousin), à proximité du bourg de Bussière-Galant. L'accueil, comme la vente des billets, se fait dans un wagon postal toujours sur rail, mais réamenagé et organisé en espace muséographique et d'information touristique.
Comme la grande majorité des circuits de vélorail en France, le circuit de Bussière à Châlus ne fait pas une boucle. Aussi, formalisant un point de mi-parcours, une aire de retournement est aménagée sur la commune de Châlus, quelques mètres avant le passage à niveau de la Tranchardie. Dans cette configuration courte, le parcours du vélorail, de l'Espace Hermeline à la Tranchardie, est de 5 900 mètres, soit 11,8 km aller-retour. Il se fait en deux heures.
Le déplacement en vélorail est possible au-delà de ce point de retournement, la voie étant exploitable pour cette activité jusqu'au pôle multimodal (ancienne gare SNCF) de Châlus. Le parcours complet, de l'Espace Hermeline à l'ancienne gare SNCF de Châlus, n'est ouvert qu'à l'occasion de manifestations festives ou d'opérations d'entretien du site et de la voie. Dans cette configuration longue, le parcours en vélorail prend en peu plus de deux heures trente.
Au-delà de ce point, l'activité de vélorail devient impossible, les rails étant déposés. L'ancienne ligne SNCF de Saillat-sur-Vienne à Bussière-Galant, qui continue au-delà de Châlus vers Champsac et Oradour sur Vayres, est alors utilisée par la voie verte des Hauts de Tardoire. Cette voie verte, d'une longueur totale de 13 kilomètres, est ouverte aux piétons, aux rollers, et aux vélos, mais, réalisée en bitume, elle n'est pas accessible aux vélorails.

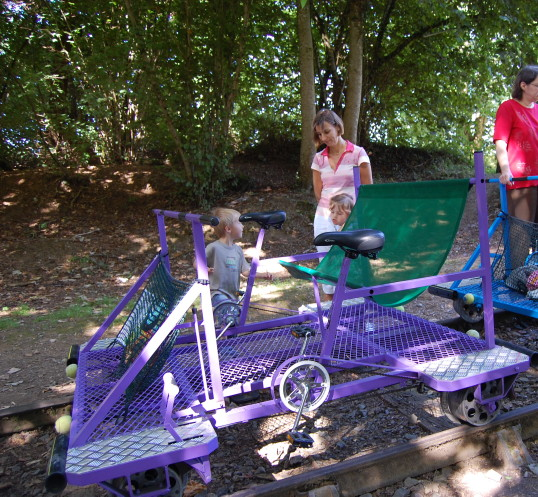
une draisine du vélo rail de Bussière-Galant

## Les draisines
Les draisines du vélorail de Bussière-Galant sont de petits engins qui peuvent emmener quatre adultes, ou deux adultes et trois enfants.
Une ou deux personnes sont installées sur des selles, et doivent pédaler pour assurer le déplacement de l'ensemble. Les autres s'installent dans une sorte de hamac. La draisine est équipée de quatre roues de métal, qui roulent en s'appuyant, comme les roues d'un train, sur les rails de la voie de chemin de fer. Si le frottement engendre un certain bruit, en particulier dans les descentes, l'effort physique nécessaire pour le déplacement n’est pas très important, le dénivelé du parcours étant minime. Les draisines, normalement propulsées par un ou deux adultes, permettent un déplacement de 5 à 15 km/h.

## Le retournement à mi-parcours
La voie étant unique, il est impossible de se croiser, ou de doubler, sur le parcours. Les départs se font donc groupés et à heures fixes. Les draisines partent et circulent en convoi, espacées les unes par rapport aux autres d'une trentaine secondes, afin de permettre une arrivée groupée au point de retournement. Les draisines ne sont pas équipées d'un double système de conduite. Elles doivent donc, une fois toutes arrivées à mi-parcours, être soulevées et changées de sens pour repartir vers l'Espace Hermeline. À l'occasion de cette manipulation qui nécessite la présence de deux adultes, les occupants des différents vélorails sont appelés à s’entre-aider pour lever les draisines, assez légères au demeurant, les retourner et les remettre sur les rails. L’attente de l’arrivée de tous les vélorails à l’aire de retournement, puis les opérations de levage et de retournement des draisines sont un moment de convivialité estivale obligée. Aucun dépassement n'étant possible sur le parcours, ces manipulations à l'aire de retournement, sont l'occasion, pour les plus sportifs ou les plus pressés, de mettre leur draisine en tête de cortège afin d'arriver les premiers au point de retour.

## L'Espace Hermeline
Le site au sein duquel se fait le départ, et le retour, du vélorail de Bussière-Galant à Châlus, est situé à proximité du lieu-dit "Les Ribières". Ouvert en diverses occasions, dont les grandes vacances de la période estivale, il est appelé "Espace Hermeline".
Cet espace d'accueil touristique, qui offre un parking ouvert aux automobiles et aux camping-cars, des tables de pique-nique et des toilettes, propose un éventail d'animations, dont le nombre et la nature dépendent des périodes et des saisons. Parmi les animations habituelles se trouvent, outre le vélorail, le petit chemin de fer des Ribières, un parcours accrobranche et une aire de paintball. Le site comporte également un étang avec plage aménagée, et possibilité de location de barques et pédalos. Une activité de pêche y est également possible.

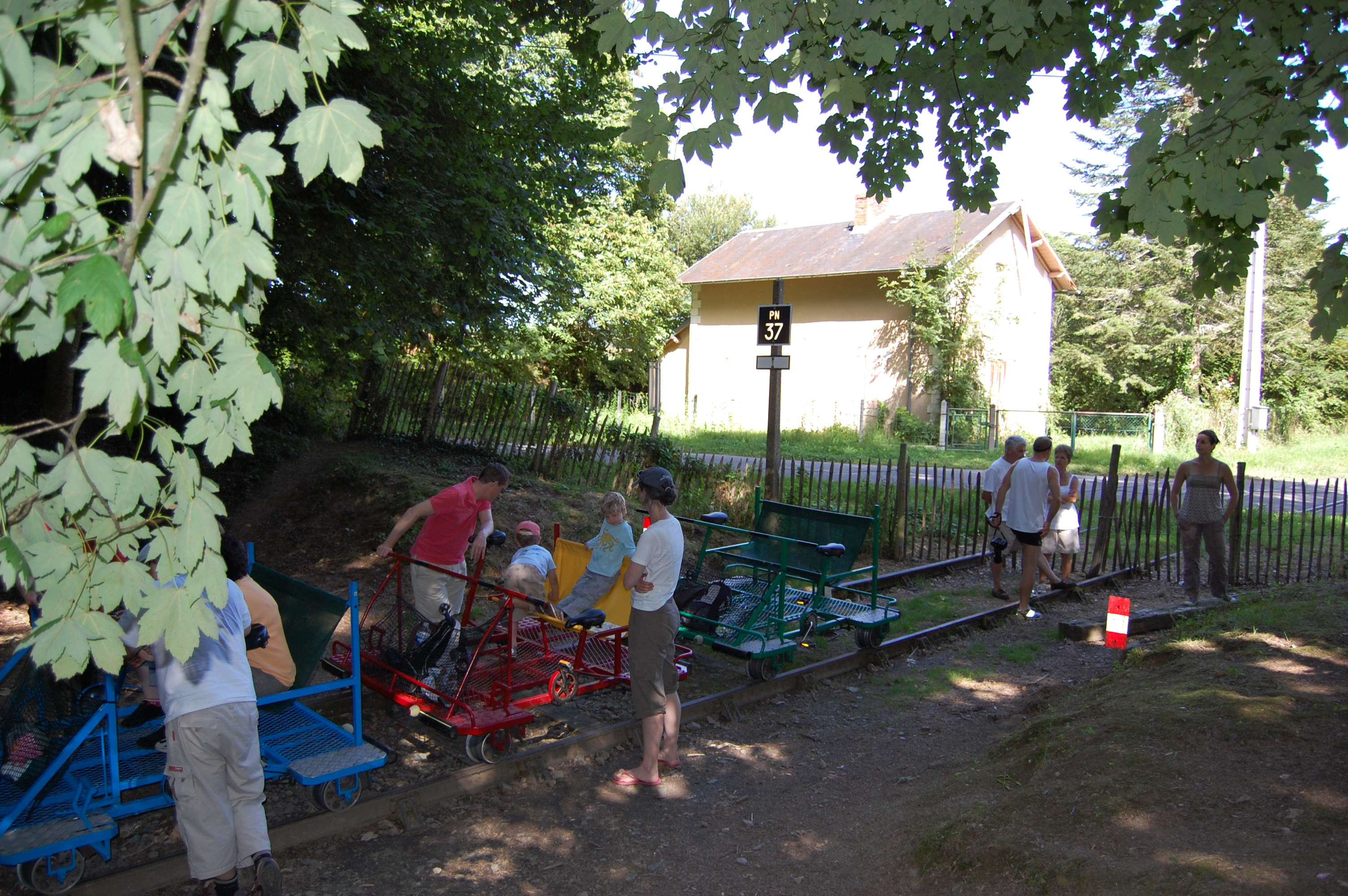
Les vélorails à la Tranchardie, après retournement
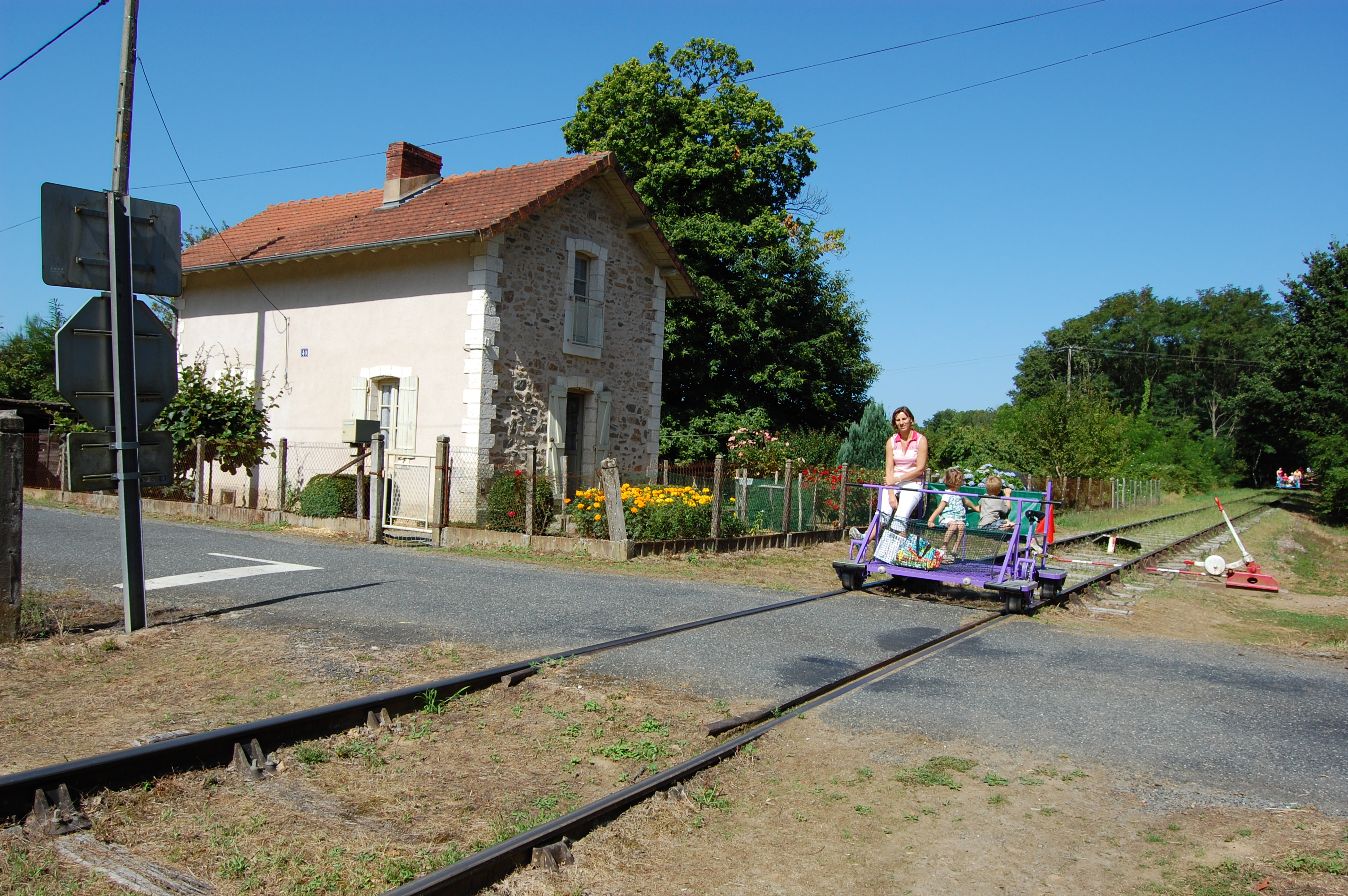
Le passage à niveau de Mandièras
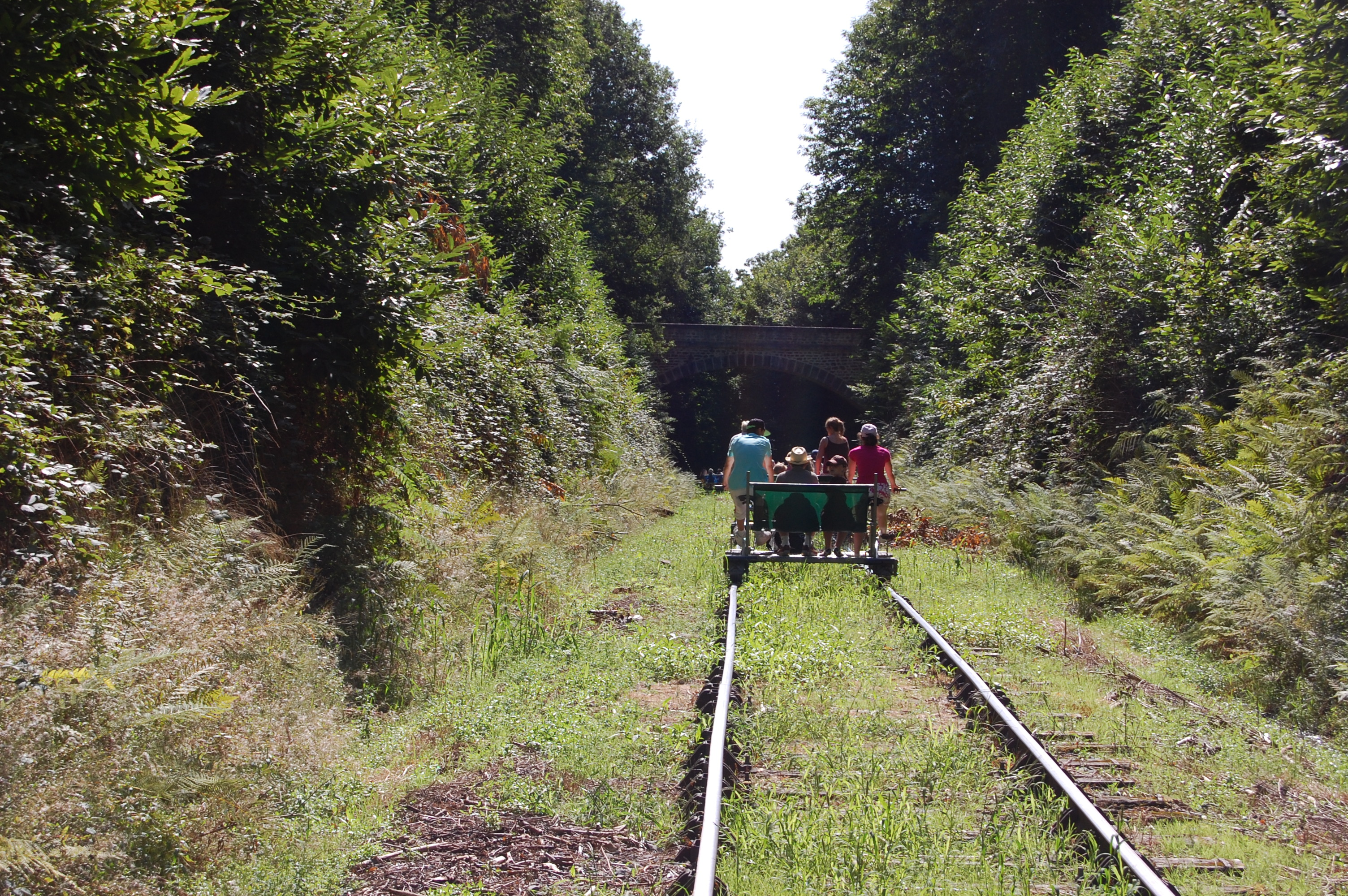
Le pont de Contentigne